# Championnat de Bolivie d'échecs
Le championnat de Bolivie d'échecs est la compétition qui permet de désigner le meilleur joueur d'échecs de Bolivie. Il est organisé par la Fédération bolivienne d'échecs (en espagnol : Federación Boliviana de Ajedrez).

## Vainqueurs depuis 1950
| #  | Année | Vainqueur mixte         |
| -- | ----- | ----------------------- |
| 1  | 1950  | Magin Zubieta Villegas  |
| 2  | 1952  | Magin Zubieta Villegas  |
| 3  | 1954  | Magin Zubieta Villegas  |
| 4  | 1956  | Cidar Humerez Estrada   |
| 5  | 1959  | Cidar Humerez Estrada   |
| 6  | 1962  | Juan Carvajal Aliaga    |
| 7  | 1964  | Juan Carvajal Aliaga    |
| 8  | 1968  | Ismael Mendivil Salinas |
| 9  | 1969  | Juan Carvajal Aliaga    |
| 10 | 1970  | Juan Carvajal Aliaga    |
| 11 | 1971  | Juan Carvajal Aliaga    |
| 12 | 1972  | Juan Carvajal Aliaga    |
| 13 | 1973  | Juan Carvajal Aliaga    |
| 14 | 1974  | Percy Ramirez Espinosa  |

## Vainqueurs depuis 2000

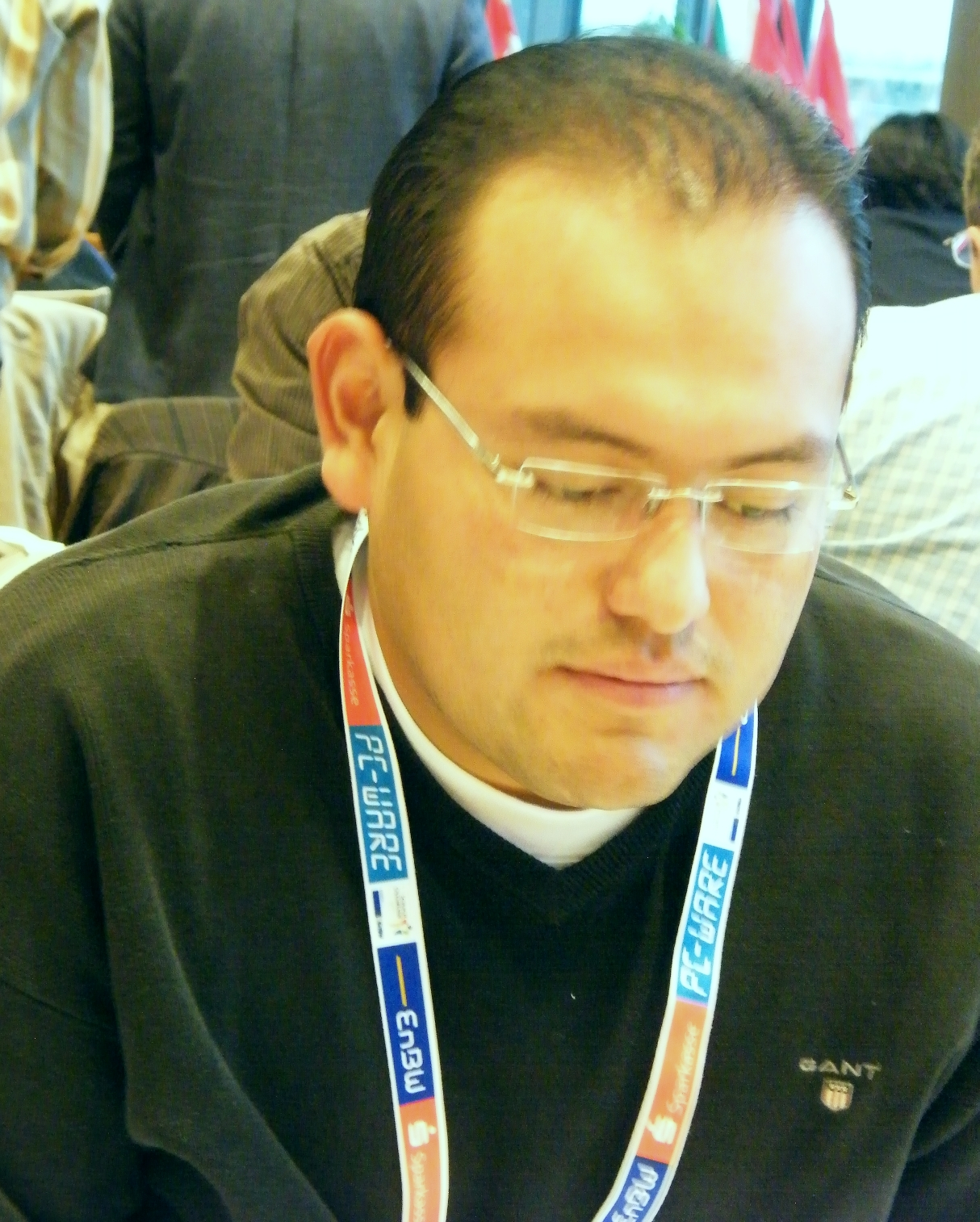
Le Grand maître Oswaldo Zambrana, quintuple champion d'échecs bolivien

| Année | Vainqueur mixte        | Vainqueur féminin     |  |
| ----- | ---------------------- | --------------------- |  |
| 2000  | Jonny Cueto[1]         |                       |  |
| 2001  | Jonny Cueto[2]         |                       |  |
| 2002  | Oswaldo Zambrana[2]    |                       |  |
| 2003  | Oswaldo Zambrana[3]    |                       |  |
| 2004  | Alfredo Cruz[4]        |                       |  |
| 2005  | Jorge Berrocal[5]      |                       |  |
| 2006  | Oswaldo Zambrana[6]    |                       |  |
| 2007  | Ronald Campero[7]      |                       |  |
| 2008  | Raisa Luna[8]          |                       |  |
| 2009  | Ronald Campero[9]      | Daniela Cordero       |  |
| 2010  | Boris Ferrufino[10]    | Raisa Luna            |  |
| 2011  | Oswaldo Zambrana[11]   |                       |  |
| 2012  | Jose Daniel Gemy[12]   | Daniela Cordero       |  |
| 2013  | Jose Daniel Gemy[13]   | Daniela Cordero       |  |
| 2014  | Oswaldo Zambrana[14]   | Maria Eugenia Ramirez |  |
| 2015  | Jose Daniel Gemy[15]   | Suely Bastos[16]      |  |
| 2016  | Jose Daniel Gemy[17]   | Maria Eugenia Ramirez |  |
| 2017  | Jose Daniel Gemy[18]   |                       |  |
| 2018  | Jose Daniel Gemy       | Daniela Cordero       |  |
| 2019  | Jose Daniel Gemy       | Jessica Molina        |  |
| 2020  | Jose Daniel Gemy[19]   | Jessica Molina[18]    |  |
| 2021  | Jose Daniel Gemy       | Daniela Cordero       |  |
| 2022  | Rodrigo Mendoza[20]    | Jessica Molina[20]    |  |
| 2023  | Licael Ticona Rocabado | Jessica Molina        |  |
| 2024  | Licael Ticona Rocabado | Daniela Cordero       |  |